# Brudzyń (wieś w województwie kujawsko-pomorskim)
Brudzyń – wieś w Polsce położona w województwie kujawsko-pomorskim, w powiecie żnińskim, w gminie Janowiec Wielkopolski.
Wieś szlachecka, położona była w XVII wieku w powiecie kcyńskim województwa kaliskiego. W latach 1975–1998 miejscowość administracyjnie należała do województwa bydgoskiego. Według Narodowego Spisu Powszechnego (III 2011 r.) liczyła 389 mieszkańców. Jest czwartą co do wielkości miejscowością gminy Janowiec Wielkopolski.

## Historia
Pierwszy raz miejscowość wzmiankowana w 1412 roku jako Brodzino. W wieku XIX należała do Moszczeńskich. W Słowniku geograficznym Królestwa Polskiego opisywana jako: wieś w powiecie wągrowieckim, 15 domów i 213 mieszkańców: 3 ewangelików i 210 katolików, 52 analfabetów. Dominat w powiecie wągrowieckim 3214 mórg rozległości obejmuje 4 miejscowości: 1) Brudzyń 2) folwark Dziękczyn, 3) Pazdrowiec, 4) osada Łapay; 18 domów, 240 mieszkańców: 11 ewangelików, 229 katolików, 89 analfabetów. Stacja pocztowa Janówiec o 3 kilometry, stacja kolei żelaznych Gniezno o 15 kilometrów. Własność Jana Moszczeńskiego.

## Zabytki
Według rejestru zabytków NID na listę zabytków wpisany jest zespół dworski z przełomu XIX/XX w., nr rej.: 166/A z 15.06.1985:
- dwór, 1912 r.
- park, koniec XIX w.
- magazyn, 1870 r., 1923 r.
- chlewnia, 1880 r.
- stajnia, 1880 r.
- stodoła, 1910 r.
- obora, 1910 r.
- wozownia, 1910 r.

We wsi znajduje się bezstylowy dwór z początku XX w., z piętrowymi ryzalitami szczytowymi po bokach. Obok dworu położony jest park krajobrazowy (4,28 ha) z białodrzewami o obwodzie 390 i 410 cm, dębami do 350 cm, lipami do 310 cm, jesionami do 340 cm i klonem 350 cm oraz głazem o obwodzie 570 cm. W obrębie przyległego folwarku we wczesnych latach XX wieku został zbudowany magazyn zbożowy. W lesie 3 km na południe od wsi znajduje się pomnik (z 1969 r.) na miejscu rozstrzelania w 1939 roku przez wojska niemieckie około 150 więźniów.